# Фунтики
Фу́нтики (рос. Фунтики) — село у складі Топчихинського району Алтайського краю, Росія. Адміністративний центр Фунтиківської сільської ради.

## Історія
Село засноване 1756 року. У 1928 році село складалося з 255 господарств, головне населення — росіяни. В адміністративному відношенні село були центром сільської ради Чистюнського району Барнаульського округу Сибірської краю.

## Населення
Населення — 1235 осіб (2010; 1234 у 2002).
Національний склад (станом на 2002 рік):
- росіяни — 97 %